# Монарх

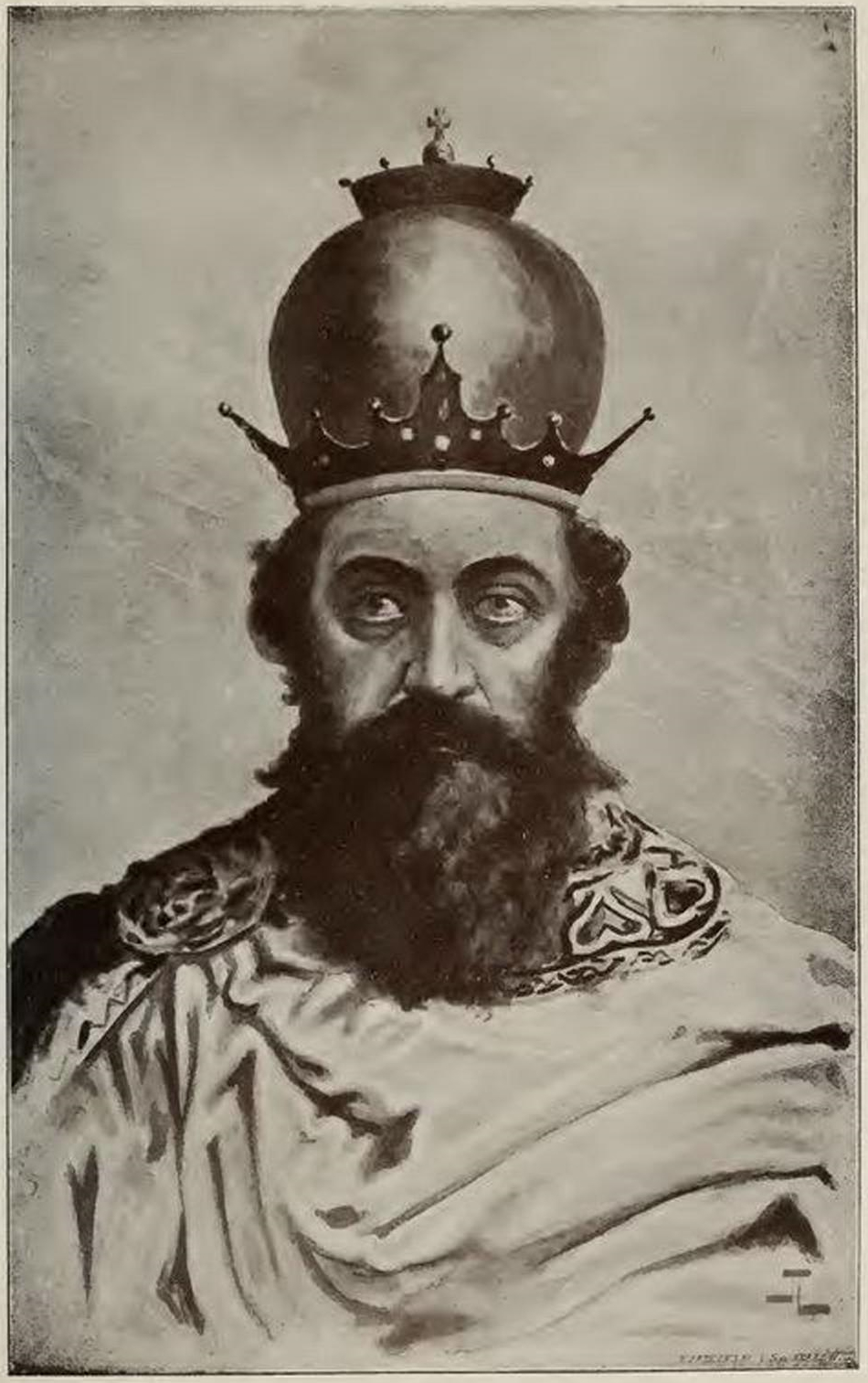
Данило Романович. Король Русі.

Мона́рх (грец. μόναρχος) — «єдиноначальник», «самодержець», «одновладець», у давні часи — назва людини, у руках якої зосереджена верховна влада.
У зв'язку з тим, що в давнину серед керівників держав було поширено керувати впродовж усього життя і передавати владу у спадщину, то у багатьох сучасних людей слово «монарх» асоціюється саме з таким типом керівника держави. Насправді в давнину влада монархів, царів не завжди була довічною і спадковою. Досить згадати Давні Грецію, Рим, Київську Русь. Тому цілком ймовірно, що для стародавніх греків і людей середньовіччя слово «монархія» означало просто один із способів управління державою (досить згадати твори Платона і Арістотеля) — «єдиноначаліє». З цієї точки зору правомірно багатьох керівників сучасних держав і військових керівників називати монархами.
Теорії про необхідність спадкової передачі влади монархами з'явилися порівняно пізно. Зокрема цікавими є погляди середньовічних отців церкви, які використовувались для обґрунтування цього явища у Київській Русі та в Європі:
1. Правителі, які правлять державою лише певний час зацікавлені використати своє правління в інтересах збагачення своєї сім'ї і про майбутнє ввіреної їм держави (господарства) не думають.
2. Тому необхідно, щоб правитель правив постійно і знав, що державу (господарство) отримають у спадок його нащадки. У цьому випадку він буде зацікавлений у розвитку держави, яка перейде до його нащадків.

Тип керівника держави, у руках якого зосереджена вся повнота влади. Монархи як правило успадковують свій титул і володіють ним довічно. У деяких поодиноких випадках монархи обираються. Наразі переважна більшість монархів виконують представницьку роль голови держави — мають певні повноваження, але делегують їх іншим, або не мають справжньої влади зовсім. Держава, на чолі котрої стоїть монарх, називається монархією.
У руках монарха може бути зосереджена верховна державна, військова і судова влада (абсолютна монархія, що є наразі тільки в країнах Азії, а також Ватикан, який є теократичною монархією). В інших країнах монархія зазвичай обмежена найвищим законодавчим органом країни — парламентом, (т. зв. парламентська монархія, або конституційна монархія).